# Louis Cartier (sculpteur)
Pour les articles homonymes, voir Louis Cartier et Cartier.
Louis Cartier, né le 9 février 1828 à Paris et mort le 14 février 1900 dans le 16e arrondissement, est un sculpteur français.

## Biographie
Élève du sculpteur Gustave Deloye et du peintre Charles Guilbert d'Anelle, il envoie plusieurs bustes aux Salons de Paris en 1868, 1869 et 1870. 
À partir de la guerre de 1870, il semble avoir abandonné la sculpture, n'ayant plus exposé jusqu'au moment de sa mort qui surviendra trente ans plus tard en 1900.

## Salon des artistes français
Salon de 1868Portrait de M. ***, buste en terre cuite (n° 3468) et La Modestie, buste en bronze (n° 3469).
Salon de 1869Femme romaine, buste en marbre (n° 3287).
Salon de 1870Portrait de jeune fille, buste en marbre (n° 4333).